# 24 Heures de Daytona 2012
Navigation
Édition précédente Édition suivante
Les 24 Heures de Daytona 2012 (Rolex 24 At Daytona 2012), disputées les 28 janvier 2012 et 29 janvier 2012 sur le Daytona International Speedway, sont la cinquantième édition de cette épreuve, la quarante-sixième sur un format de vingt-quatre heures, et la première manche des Rolex Sports Car Series 2012. Elle est remportée par la Riley MkXXVI-Ford no 60 de l'écurie Michael Shank Racing.

## Classement de la course
Voici le classement officiel au terme de la course.
- Les vainqueurs de chaque catégorie sont signalés par un fond jauni.
- Pour la colonne Pneus, il faut passer le curseur au-dessus du modèle pour connaître le manufacturier de pneumatiques.

| Pos     | Cat | n° | Equipe                                           | Pilotes                                                                          | Châssis               | Pneus | Tours |
| Pos     | Cat | n° | Equipe                                           | Pilotes                                                                          | Moteur                | Pneus | Tours |
| ------- | --- | -- | ------------------------------------------------ | -------------------------------------------------------------------------------- | --------------------- | ----- | ----- |
| 1       | DP  | 60 | Michael Shank Racing                             | A. J. Allmendinger Oswaldo Negri John Pew Justin Wilson                          | Riley MkXXVI          | C     | 761   |
| 1       | DP  | 60 | Michael Shank Racing                             | A. J. Allmendinger Oswaldo Negri John Pew Justin Wilson                          | Ford 5.0L V8          | C     | 761   |
| 2       | DP  | 8  | Starworks Motorsport                             | Ryan Dalziel Lucas Luhr Allan McNish Alex Popow Vicente Potolicchio              | Riley MkXXVI          | C     | 761   |
| 2       | DP  | 8  | Starworks Motorsport                             | Ryan Dalziel Lucas Luhr Allan McNish Alex Popow Vicente Potolicchio              | Ford 5.0L V8          | C     | 761   |
| 3       | DP  | 6  | Michael Shank Racing                             | Jorge Goncalvez Michael McDowell Felipe Nasr Gustavo Yacamán                     | Riley MkXX            | C     | 761   |
| 3       | DP  | 6  | Michael Shank Racing                             | Jorge Goncalvez Michael McDowell Felipe Nasr Gustavo Yacamán                     | Ford 5.0L V8          | C     | 761   |
| 4       | DP  | 02 | Chip Ganassi Racing                              | Scott Dixon Dario Franchitti Jamie McMurray Juan Pablo Montoya                   | Riley MkXXVI          | C     | 760   |
| 4       | DP  | 02 | Chip Ganassi Racing                              | Scott Dixon Dario Franchitti Jamie McMurray Juan Pablo Montoya                   | BMW 5.0L V8           | C     | 760   |
| 5       | DP  | 5  | Action Express Racing                            | David Donohue Christian Fittipaldi Darren Law                                    | Corvette DP           | C     | 758   |
| 5       | DP  | 5  | Action Express Racing                            | David Donohue Christian Fittipaldi Darren Law                                    | Chevrolet LS9 5.0L V8 | C     | 758   |
| 6       | DP  | 01 | Chip Ganassi Racing                              | Joey Hand Scott Pruett Graham Rahal Memo Rojas                                   | Riley MkXXVI          | C     | 757   |
| 6       | DP  | 01 | Chip Ganassi Racing                              | Joey Hand Scott Pruett Graham Rahal Memo Rojas                                   | BMW 5.0L V8           | C     | 757   |
| 7       | DP  | 77 | Doran Racing                                     | Brian Frisselle Burt Frisselle Billy Johnson Jim Lowe Paul Tracy                 | Dallara DP-01         | C     | 748   |
| 7       | DP  | 77 | Doran Racing                                     | Brian Frisselle Burt Frisselle Billy Johnson Jim Lowe Paul Tracy                 | Ford 5.0L V8          | C     | 748   |
| 8       | DP  | 90 | Spirit of Daytona Racing                         | Antonio García Oliver Gavin Jan Magnussen Richard Westbrook                      | Corvette DP           | C     | 746   |
| 8       | DP  | 90 | Spirit of Daytona Racing                         | Antonio García Oliver Gavin Jan Magnussen Richard Westbrook                      | Chevrolet LS9 5.0L V8 | C     | 746   |
| 9       | DP  | 9  | Action Express Racing                            | João Barbosa Terry Borcheller J. C. France Max Papis                             | Corvette DP           | C     | 739   |
| 9       | DP  | 9  | Action Express Racing                            | João Barbosa Terry Borcheller J. C. France Max Papis                             | Chevrolet LS9 5.0L V8 | C     | 739   |
| 10      | DP  | 2  | Starworks Motorsport                             | Marco Andretti Ryan Hunter-Reay Scott Mayer Michael Valiante                     | Riley MkXX            | C     | 736   |
| 10      | DP  | 2  | Starworks Motorsport                             | Marco Andretti Ryan Hunter-Reay Scott Mayer Michael Valiante                     | Ford 5.0L V8          | C     | 736   |
| 11      | GT  | 44 | Magnus Racing                                    | Andy Lally Richard Lietz John Potter René Rast                                   | Porsche 911 GT3 Cup   | C     | 727   |
| 11      | GT  | 44 | Magnus Racing                                    | Andy Lally Richard Lietz John Potter René Rast                                   | Porsche 3.8L Flat-6   | C     | 727   |
| 12      | GT  | 67 | TRG                                              | Steven Bertheau Jeroen Bleekemolen Marc Goossens Wolf Henzler Spencer Pumpelly   | Porsche 911 GT3 Cup   | C     | 727   |
| 12      | GT  | 67 | TRG                                              | Steven Bertheau Jeroen Bleekemolen Marc Goossens Wolf Henzler Spencer Pumpelly   | Porsche 3.8L Flat-6   | C     | 727   |
| 13      | GT  | 59 | Brumos Racing                                    | Andrew Davis Hurley Haywood Leh Keen Marc Lieb                                   | Porsche 911 GT3 Cup   | C     | 726   |
| 13      | GT  | 59 | Brumos Racing                                    | Andrew Davis Hurley Haywood Leh Keen Marc Lieb                                   | Porsche 3.8L Flat-6   | C     | 726   |
| 14      | GT  | 57 | Stevenson Motorsports                            | Ronnie Bremer John Edwards Robin Liddell                                         | Chevrolet Camaro GT.R | C     | 726   |
| 14      | GT  | 57 | Stevenson Motorsports                            | Ronnie Bremer John Edwards Robin Liddell                                         | Chevrolet 6.0L V8     | C     | 726   |
| 15      | GT  | 63 | Risi Competizione                                | Olivier Beretta Andrea Bertolini Toni Vilander                                   | Ferrari 458 Grand-Am  | C     | 726   |
| 15      | GT  | 63 | Risi Competizione                                | Olivier Beretta Andrea Bertolini Toni Vilander                                   | Ferrari 4.5L V8       | C     | 726   |
| 16      | GT  | 70 | SpeedSource                                      | Jonathan Bomarito Marino Franchitti James Hinchcliffe Sylvain Tremblay           | Mazda RX-8            | C     | 722   |
| 16      | GT  | 70 | SpeedSource                                      | Jonathan Bomarito Marino Franchitti James Hinchcliffe Sylvain Tremblay           | Mazda 2.0L 3-Rotor    | C     | 722   |
| 17      | GT  | 66 | TRG                                              | Dominik Farnbacher Ben Keating Patrick Pilet Allan Simonsen                      | Porsche 911 GT3 Cup   | C     | 721   |
| 17      | GT  | 66 | TRG                                              | Dominik Farnbacher Ben Keating Patrick Pilet Allan Simonsen                      | Porsche 3.8L Flat-6   | C     | 721   |
| 18      | GT  | 69 | AIM Autosport FXDD                               | Emil Assentato Anthony Lazzaro Nick Longhi Jeff Segal                            | Ferrari 458 Grand-Am  | C     | 716   |
| 18      | GT  | 69 | AIM Autosport FXDD                               | Emil Assentato Anthony Lazzaro Nick Longhi Jeff Segal                            | Ferrari 4.5L V8       | C     | 716   |
| 19      | DP  | 76 | Krohn Racing                                     | Colin Braun Niclas Jönsson Tracy Krohn Ricardo Zonta                             | Lola B08/70           | C     | 713   |
| 19      | DP  | 76 | Krohn Racing                                     | Colin Braun Niclas Jönsson Tracy Krohn Ricardo Zonta                             | Ford 5.0L V8          | C     | 713   |
| 20      | GT  | 88 | Autohaus Motorsports                             | Paul Edwards Matthew Marsh Tom Milner Jordan Taylor                              | Chevrolet Camaro GT.R | C     | 713   |
| 20      | GT  | 88 | Autohaus Motorsports                             | Paul Edwards Matthew Marsh Tom Milner Jordan Taylor                              | Chevrolet 6.0L V8     | C     | 713   |
| 21      | GT  | 40 | Dempsey Racing                                   | Patrick Dempsey Charles Espenlaub Joe Foster Tom Long Charles Putman             | Mazda RX-8            | C     | 713   |
| 21      | GT  | 40 | Dempsey Racing                                   | Patrick Dempsey Charles Espenlaub Joe Foster Tom Long Charles Putman             | Mazda 2.0L 3-Rotor    | C     | 713   |
| 22      | GT  | 32 | Orbit / GMG                                      | Nicolas Armindo Bret Curtis Shane Lewis James Sofronas Lance Willsey             | Porsche 911 GT3 Cup   | C     | 713   |
| 22      | GT  | 32 | Orbit / GMG                                      | Nicolas Armindo Bret Curtis Shane Lewis James Sofronas Lance Willsey             | Porsche 3.8L Flat-6   | C     | 713   |
| 23      | GT  | 42 | Team Sahlen                                      | Dane Cameron Joe Nonnamaker Wayne Nonnamaker Will Nonnamaker                     | Mazda RX-8            | C     | 711   |
| 23      | GT  | 42 | Team Sahlen                                      | Dane Cameron Joe Nonnamaker Wayne Nonnamaker Will Nonnamaker                     | Mazda 2.0L 3-Rotor    | C     | 711   |
| 24      | GT  | 03 | Extreme Speed Motorsports                        | Ed Brown Guy Cosmo Scott Sharp Johannes van Overbeek                             | Ferrari 458 Grand-Am  | C     | 707   |
| 24      | GT  | 03 | Extreme Speed Motorsports                        | Ed Brown Guy Cosmo Scott Sharp Johannes van Overbeek                             | Ferrari 4.5L V8       | C     | 707   |
| 25      | GT  | 24 | Alex Job Racing                                  | Michael Avenatti Bob Faieta Fred Poordad Bill Sweedler Cort Wagner               | Porsche 911 GT3 Cup   | C     | 707   |
| 25      | GT  | 24 | Alex Job Racing                                  | Michael Avenatti Bob Faieta Fred Poordad Bill Sweedler Cort Wagner               | Porsche 3.8L Flat-6   | C     | 707   |
| 26      | GT  | 45 | Flying Lizard Motorsports with Wright Motorsport | Jörg Bergmeister Patrick Long Seth Neiman Mike Rockenfeller                      | Porsche 911 GT3 Cup   | C     | 706   |
| 26      | GT  | 45 | Flying Lizard Motorsports with Wright Motorsport | Jörg Bergmeister Patrick Long Seth Neiman Mike Rockenfeller                      | Porsche 3.8L Flat-6   | C     | 706   |
| 27      | GT  | 93 | Turner Motorsport                                | Bill Auberlen Paul Dalla Lana Michael Marsal Dirck Müller Dirk Werner            | BMW M3 E92            | C     | 691   |
| 27      | GT  | 93 | Turner Motorsport                                | Bill Auberlen Paul Dalla Lana Michael Marsal Dirck Müller Dirk Werner            | BMW 5.0L V8           | C     | 691   |
| 28      | GT  | 23 | Alex Job Racing                                  | Emmanuel Collard Marco Holzer Butch Leitzinger Cooper MacNeil                    | Porsche 911 GT3 Cup   | C     | 689   |
| 28      | GT  | 23 | Alex Job Racing                                  | Emmanuel Collard Marco Holzer Butch Leitzinger Cooper MacNeil                    | Porsche 3.8L Flat-6   | C     | 689   |
| 29      | GT  | 26 | NGT Motorsport                                   | Henrique Cisneros Sean Edwards Carlos Kauffmann Nick Tandy                       | Porsche 911 GT3 Cup   | C     | 688   |
| 29      | GT  | 26 | NGT Motorsport                                   | Henrique Cisneros Sean Edwards Carlos Kauffmann Nick Tandy                       | Porsche 3.8L Flat-6   | C     | 688   |
| 30      | GT  | 64 | TRG                                              | Gaetano Ardagna Eduardo Costabal Emilio Di Guida Santiago Orjuela Eliseo Salazar | Porsche 911 GT3 Cup   | C     | 688   |
| 30      | GT  | 64 | TRG                                              | Gaetano Ardagna Eduardo Costabal Emilio Di Guida Santiago Orjuela Eliseo Salazar | Porsche 3.8L Flat-6   | C     | 688   |
| 31      | GT  | 22 | Bullet Racing                                    | Randy Blaylock Darryl O'Young Kevin Roush Brett Van Blankers Joe White           | Porsche 911 GT3 Cup   | C     | 681   |
| 31      | GT  | 22 | Bullet Racing                                    | Randy Blaylock Darryl O'Young Kevin Roush Brett Van Blankers Joe White           | Porsche 3.8L Flat-6   | C     | 681   |
| 32      | DP  | 50 | 50+Predator / Alegra                             | Byron Defoor Elliott Forbes-Robinson Brian Johnson Jim Pace Carlos de Quesada    | Riley MkXI            | C     | 672   |
| 32      | DP  | 50 | 50+Predator / Alegra                             | Byron Defoor Elliott Forbes-Robinson Brian Johnson Jim Pace Carlos de Quesada    | BMW 5.0L V8           | C     | 672   |
| 33      | DP  | 99 | Bob Stallings Racing                             | Jon Fogarty Memo Gidley Alex Gurney                                              | Corvette DP           | C     | 672   |
| 33      | DP  | 99 | Bob Stallings Racing                             | Jon Fogarty Memo Gidley Alex Gurney                                              | Chevrolet 5.0L V8     | C     | 672   |
| 34      | GT  | 82 | Dick Greer Racing                                | John Fergus John Finger Dick Greer Mark Hotchkis Owen Trinkler                   | Porsche 911 GT3 Cup   | C     | 665   |
| 34      | GT  | 82 | Dick Greer Racing                                | John Fergus John Finger Dick Greer Mark Hotchkis Owen Trinkler                   | Porsche 3.8L Flat-6   | C     | 665   |
| 35      | GT  | 56 | AF Corse / Michael Waltrip Racing                | Rui Águas Robert Kauffman Travis Pastrana Michael Waltrip                        | Ferrari 458 Grand-Am  | C     | 645   |
| 35      | GT  | 56 | AF Corse / Michael Waltrip Racing                | Rui Águas Robert Kauffman Travis Pastrana Michael Waltrip                        | Ferrari 4.5L V8       | C     | 645   |
| 36      | GT  | 65 | TRG                                              | Joe Castellano Spencer Cox Mike Hedlund Jack McCarthy, Jr. Jim Michaelian        | Porsche 911 GT3 Cup   | C     | 643   |
| 36      | GT  | 65 | TRG                                              | Joe Castellano Spencer Cox Mike Hedlund Jack McCarthy, Jr. Jim Michaelian        | Porsche 3.8L Flat-6   | C     | 643   |
| 37      | GT  | 68 | TRG                                              | Chris Cumming Kévin Estre Damien Faulkner Carlos Gomez Ben Keating               | Porsche 911 GT3 Cup   | C     | 640   |
| 37      | GT  | 68 | TRG                                              | Chris Cumming Kévin Estre Damien Faulkner Carlos Gomez Ben Keating               | Porsche 3.8L Flat-6   | C     | 640   |
| 38 Abd. | GT  | 55 | Acumen Motorsport                                | Frank Del Vecchio Doug Grunnet Tony Kester Scott McKee Randy Pobst               | Porsche 911 GT3 Cup   | C     | 626   |
| 38 Abd. | GT  | 55 | Acumen Motorsport                                | Frank Del Vecchio Doug Grunnet Tony Kester Scott McKee Randy Pobst               | Porsche 3.8L Flat-6   | C     | 626   |
| 39      | GT  | 18 | Mühlner Motorsports America                      | Davy Jones Bill Lester John McCutchen Mark Thomas                                | Porsche 911 GT3 Cup   | C     | 609   |
| 39      | GT  | 18 | Mühlner Motorsports America                      | Davy Jones Bill Lester John McCutchen Mark Thomas                                | Porsche 3.8L Flat-6   | C     | 609   |
| 40      | GT  | 41 | Dempsey Racing                                   | Ian James Rick Johnson Don Kitch, Jr. Scott Maxwell Dan Rogers                   | Mazda RX-8            | C     | 608   |
| 40      | GT  | 41 | Dempsey Racing                                   | Ian James Rick Johnson Don Kitch, Jr. Scott Maxwell Dan Rogers                   | Mazda 2.0L 3-Rotor    | C     | 608   |
| 41      | GT  | 12 | Alliance Autosport                               | Jon Miller Hal Prewitt Scott Rettich Matt Schneider Darryl Shoff                 | Porsche 911 GT3 Cup   | C     | 604   |
| 41      | GT  | 12 | Alliance Autosport                               | Jon Miller Hal Prewitt Scott Rettich Matt Schneider Darryl Shoff                 | Porsche 3.8L Flat-6   | C     | 604   |
| 42      | GT  | 19 | Mühlner Motorsports America                      | Scott Dollahite Ian Nater Rhett O'Doski Marco Seefried Derek Whitis              | Porsche 911 GT3 Cup   | C     | 599   |
| 42      | GT  | 19 | Mühlner Motorsports America                      | Scott Dollahite Ian Nater Rhett O'Doski Marco Seefried Derek Whitis              | Porsche 3.8L Flat-6   | C     | 599   |
| 43 Abd. | GT  | 75 | Stevenson Motorsports                            | Matt Bell Al Carter Eric Curran Hugh Plumb                                       | Chevrolet Camaro GT.R | C     | 577   |
| 43 Abd. | GT  | 75 | Stevenson Motorsports                            | Matt Bell Al Carter Eric Curran Hugh Plumb                                       | Chevrolet 6.0L V8     | C     | 577   |
| 44      | GT  | 51 | APR Motorsport                                   | Ian Baas Nelson Canache Jim Norman Emanuele Pirro Dion von Moltke                | Audi R8 Grand-Am      | C     | 447   |
| 44      | GT  | 51 | APR Motorsport                                   | Ian Baas Nelson Canache Jim Norman Emanuele Pirro Dion von Moltke                | Audi 5.2L V10         | C     | 447   |
| 45      | GT  | 74 | Oryx Racing                                      | Humaid Al Masaood Saeed Al Mehairi Steven Kane                                   | Audi R8 Grand-Am      | C     | 202   |
| 45      | GT  | 74 | Oryx Racing                                      | Humaid Al Masaood Saeed Al Mehairi Steven Kane                                   | Audi 5.2L V10         | C     | 202   |
| 46 Abd. | GT  | 17 | Burtin Racing with Goldcrest Motorsports         | Sebastian Asch Jack Baldwin Claudio Burtin Martin Ragginger Bryan Sellers        | Porsche 911 GT3 Cup   | C     | 424   |
| 46 Abd. | GT  | 17 | Burtin Racing with Goldcrest Motorsports         | Sebastian Asch Jack Baldwin Claudio Burtin Martin Ragginger Bryan Sellers        | Porsche 3.8L Flat-6   | C     | 424   |
| 47 Abd. | GT  | 20 | Team Engstler/Mitchum Motorsports                | Jade Buford Franz Engstler David Murry Gunter Schaldach                          | Porsche 911 GT3 Cup   | C     | 416   |
| 47 Abd. | GT  | 20 | Team Engstler/Mitchum Motorsports                | Jade Buford Franz Engstler David Murry Gunter Schaldach                          | Porsche 3.8L Flat-6   | C     | 416   |
| 48 Abd. | GT  | 34 | Orbit / GMG                                      | Michael DeFontes Phil Fogg Miroslav Konôpka Jan Vonka Ronald van de Laar         | Porsche 911 GT3 Cup   | C     | 383   |
| 48 Abd. | GT  | 34 | Orbit / GMG                                      | Michael DeFontes Phil Fogg Miroslav Konôpka Jan Vonka Ronald van de Laar         | Porsche 3.8L Flat-6   | C     | 383   |
| 49      | GT  | 4  | Magnus Racing                                    | Justin Bell Ryan Eversley Daniel Graeff Ron Yarab, Jr.                           | Porsche 911 GT3 Cup   | C     | 310   |
| 49      | GT  | 4  | Magnus Racing                                    | Justin Bell Ryan Eversley Daniel Graeff Ron Yarab, Jr.                           | Porsche 3.8L Flat-6   | C     | 310   |
| 50 Abd. | GT  | 36 | Yellow Dragon Motorsports                        | Jarett Andretti John Andretti Taylor Hacquard Anders Krohn                       | Mazda RX-8            | C     | 270   |
| 50 Abd. | GT  | 36 | Yellow Dragon Motorsports                        | Jarett Andretti John Andretti Taylor Hacquard Anders Krohn                       | Mazda 2.0L 3-Rotor    | C     | 270   |
| 51 Abd. | GT  | 15 | Rick Ware Racing                                 | Chris Cook Jeffrey Earnhardt Doug Harrington Timmy Hill John Ware, Jr.           | Ford Mustang GT       | C     | 256   |
| 51 Abd. | GT  | 15 | Rick Ware Racing                                 | Chris Cook Jeffrey Earnhardt Doug Harrington Timmy Hill John Ware, Jr.           | Ford 5.0L V8          | C     | 256   |
| 52 Abd. | GT  | 48 | Paul Miller Racing                               | Robert Bell Sascha Maassen Bryce Miller Mark Wilkins                             | Porsche 911 GT3 Cup   | C     | 224   |
| 52 Abd. | GT  | 48 | Paul Miller Racing                               | Robert Bell Sascha Maassen Bryce Miller Mark Wilkins                             | Porsche 3.8L Flat-6   | C     | 224   |
| 53 Abd. | GT  | 46 | Michael Baughman Racing                          | Michael Baughman Ivo Breukers Armand Fumal Ray Mason Jeff Nowicki                | Chevrolet Corvette C6 | C     | 172   |
| 53 Abd. | GT  | 46 | Michael Baughman Racing                          | Michael Baughman Ivo Breukers Armand Fumal Ray Mason Jeff Nowicki                | Chevrolet 6.2L V8     | C     | 172   |
| 54 Abd. | GT  | 62 | Risi Competizione                                | Gianmaria Bruni Giancarlo Fisichella Raphael Matos                               | Ferrari 458 Grand-Am  | C     | 154   |
| 54 Abd. | GT  | 62 | Risi Competizione                                | Gianmaria Bruni Giancarlo Fisichella Raphael Matos                               | Ferrari 4.5L V8       | C     | 154   |
| 55 Abd. | GT  | 87 | Racers Edge Motorsports                          | Tony Ave Jan Heylen Doug Peterson Maxime Soulet Emilio Valverde                  | Dodge Viper CC        | C     | 101   |
| 55 Abd. | GT  | 87 | Racers Edge Motorsports                          | Tony Ave Jan Heylen Doug Peterson Maxime Soulet Emilio Valverde                  | Dodge 8.0L V10        | C     | 101   |
| 56 Abd. | GT  | 94 | Turner Motorsport                                | Bill Auberlen Paul Dalla Lana Billy Johnson Dirk Müller Boris Said               | BMW M3 E92            | C     | 86    |
| 56 Abd. | GT  | 94 | Turner Motorsport                                | Bill Auberlen Paul Dalla Lana Billy Johnson Dirk Müller Boris Said               | BMW 5.0L V8           | C     | 86    |
| 57 Abd. | GT  | 43 | Team Sahlen                                      | Joe Nonnamaker Wayne Nonnamaker Will Nonnamaker                                  | Mazda RX-8            | C     | 21    |
| 57 Abd. | GT  | 43 | Team Sahlen                                      | Joe Nonnamaker Wayne Nonnamaker Will Nonnamaker                                  | Mazda 2.0L 3-Rotor    | C     | 21    |
| 58 Abd. | DP  | 10 | SunTrust Racing                                  | Max Angelelli Ryan Briscoe Ricky Taylor                                          | Corvette DP           | C     | 14    |
| 58 Abd. | DP  | 10 | SunTrust Racing                                  | Max Angelelli Ryan Briscoe Ricky Taylor                                          | Chevrolet LS9 5.0L V8 | C     | 14    |